# Politische Expositur Bad Aussee
De politische Expositur Bad Aussee was tot 31 december 2011 een apart deel van het district Liezen in het noordwesten van de Oostenrijkse deelstaat Stiermarken. Het gebied telde in 2001 ruim 12.000 inwoners. Het omvatte de gemeenten Altaussee, Bad Aussee (de hoofdplaats), Bad Mitterndorf, Grundlsee en Pichl-Kainisch.